# Guido Kroemer
Guido Kroemer (* 11. Juni 1961 in Leer (Ostfriesland), Deutschland) ist ein österreichisch-spanischer Molekularbiologe und Immunologe an der Universität Paris Descartes. Er ist vor allem für seine Arbeiten zur Apoptose bekannt.

## Leben
Kroemer erwarb 1985 an der Universität Innsbruck einen M.D./Ph.D. als kombinierten Studienabschluss. Als Postdoktorand arbeitete er an der Universität Innsbruck, wo er sich 1990 in Pathophysiologie habilitierte, und am Collège de France in Nogent-sur-Marne, bevor er 1990 als Forschungsgruppenleiter an verschiedene Einrichtungen des Consejo Superior de Investigaciones Científicas (CSIC) nach Spanien ging. 1992 erwarb er an der Autonomen Universität Madrid erneut einen Ph.D., diesmal in Molekularbiologie. 1993 wechselte Kroemer an das INSERM nach Villejuif in Frankreich.
Kroemer ist seit 2010 Professor an der medizinischen Fakultät der Universität Paris Descartes und Direktor des dortigen European Research Institute for Integrated Cellular Pathology. Außerdem ist er Direktor der Forschungseinheit Apoptosis, Cancer and Immunity am Institut national de la santé et de la recherche médicale (INSERM) und Direktor der Einheiten für Metabolomik und Zellbiologie am Institut Gustave Roussy. Zusätzlich arbeitet er als Arzt am Hôpital européen Georges-Pompidou in Paris und hat eine Professur am Karolinska-Institut (Schweden) inne.
Kroemer hat die österreichische und die spanische Staatsangehörigkeit. Er spricht neben Deutsch fließend Französisch, Italienisch, Englisch und Spanisch. Er ist mit der Onkologin Laurence Zitvogel verheiratet.

## Wirken
Guido Kroemer hat wichtige Beiträge zur Zellbiologie und zur Krebsforschung geleistet. Er ist vor allem für seine Entdeckung bekannt, dass das Durchlässigwerden (permeabilization) der Mitochondrien-Membran ein entscheidender Schritt beim programmierten Zelltod ist. Kroemer erforschte die Feinsteuerung des programmierten Zelltods durch die Mitochondrien, Stoffwechselwege des gehemmten Zelltods bei Krebs (soweit sie mit den Mitochondrien zusammenhängen) und die Immunogenität des Zelltods von Krebszellen. Seine Arbeiten haben grundlegende Bedeutung für das Verständnis, das Erkennen und die therapeutische Beeinflussung des Zelluntergangs.
Kroemer gilt als einer der weltweit meistzitierten und einflussreichsten Autoren auf dem Gebiet des programmierten Zelltods und auf dem Gebiet der Mitochondrienforschung. Er hat einen h-Index von 295 (laut Google Scholar) bzw. 254 (laut Scopus), (jeweils Stand November 2024).

## Auszeichnungen (Auswahl)
- 2000 Mitglied der European Molecular Biology Organization[4]
- 2006 Descartes-Preis als Leiter des APOPTOSIS-Projekts[5]
- 2007 Mitglied der Leopoldina[6]
- 2007 Carus-Preis der Leopoldina[7]
- 2007 Korrespondierendes Mitglied der Österreichischen Akademie der Wissenschaften[8]
- 2007 Mitglied der Academia Europaea[9][10]
- 2008 Mitglied der Europäischen Akademie der Wissenschaften und Künste[11]
- 2008 Prix Mergier-Bourdeix der Académie des sciences
- 2010 Präsident der European Cell Death Organization
- 2010 Mitglied der European Academy of Sciences[12]
- 2012 Léopold-Griffuel-Preis[13]
- 2017 Charles-Rodolphe-Brupbacher-Preis für Krebsforschung (gemeinsam mit Adrian Bird und Laurence Zitvogel)[14]
- 2018 InBev-Baillet Latour Health Prize (gemeinsam mit Laurence Zitvogel)